# Éric Forest
Pour les articles homonymes, voir Forest.
Éric Forest, né le 6 avril 1952 à Bonaventure, est un homme d'affaires et homme politique québécois. Maire de Rimouski de 2005 à 2016 et président de l'Union des municipalités du Québec de 2010 à 2014, il est sénateur du Golfe depuis le 2 novembre 2016. 

## Biographie
En 1977, il obtient un baccalauréat en récréologie de l'Université du Québec à Trois-Rivières. À ses débuts en politique, il s'implique au sein de la municipalité de Pointe-au-Père. Il est conseiller municipal de 1980-1981 puis maire de 1981-1982. De 1982 à 1986, il est directeur général de l'Office du tourisme et des congrès de Rimouski. Il est ensuite directeur d'un concessionnaire Chevrolet jusqu'en 1995. Il est conseiller municipal à Rimouski de 1994 à 2005. De 1995 à 2005, il est à la tête de l'organisation de l'équipe de hockey sur glace de l'Océanic de Rimouski. Lors des élections municipales québécoises de 2005, il est élu maire de la ville de Rimouski avec près de 70 % des voix, puis réélu en 2009 et 2013 avec de très fortes majorités. De 2010 à 2014, il est président de l'Union des municipalités du Québec. Le 2 novembre 2016, Justin Trudeau, premier ministre du Canada, annonce sa nomination à titre de sénateur.